# Luo Pinchao
Luo Pinchao (en chino tradicional, 羅品超; pinyin, luo2 pin3 chao1; jyutping, lo4 ban2 ciu1; nombre de nacimiento en chino tradicional, 羅肇鑒; pinyin, luo2 zhao4 jian4; jyutping, lo4 siu6 gaam3; Junio de 1912 – Guangzhou, 15 de julio de 2010) fue un cantante y actor de ópera cantonés que comenzó su carrera profesional en 1930. Fue reconocido por el Récord Guinness como el cantante de ópera más anciano del mundo.